# Calligrapha billbergi
Calligrapha billbergi es una especie de escarabajo del género Calligrapha, familia Chrysomelidae. Fue descrita científicamente por Stal en 1860.
Esta especie se encuentra en América del Norte.